# 硝酸水銀(I)
硝酸水銀(I)（しょうさんすいぎん(I)、英: Mercury(I) nitrate）は水銀の硝酸塩で、化学式Hg2(NO3)2で表される無機化合物。

## 反応
水銀と希硝酸との反応により得られる。この際濃硝酸を使用すると硝酸水銀(II)が生じる。還元性を持ち、空気に触れると酸化する。水溶液にすると酸化を遅らせることができる。
{\displaystyle {\ce {{Hg2(NO3)2}+ H2O -> {Hg2(NO3)(OH)}+ H^+}}}
熱湯との接触や光の曝露により不均化反応が起き、硝酸水銀(II)と水銀に分解する。
{\displaystyle {\ce {2Hg2(NO3)2 -> {Hg}+ Hg(NO3)2}}}

## 安全性
日本の毒物及び劇物取締法では毒物に、消防法では第1類危険物（酸化性固体）に分類される。ラットに経口投与した場合の半数致死量(LD50)は170mg/kg、経皮投与した場合のLD50は2330mg/kgである。眼や皮膚への腐食性がある。摂取した場合は主に腎臓や神経系に影響が及ぶ。
これ自体は不燃性であるが、酸化剤であり周囲での燃焼を助長する。加熱による分解で腐食性・毒性のある煙霧を生じることがある。